# Пунта Сантијаго (Порторико)
Пунта Сантијаго (шп. Punta Santiago) град је у америчкој острвској територији Порторико, острвској држави Кариба.

## Демографија
По попису из 2010. године број становника је 4.964, што је 839 (-14,5%) становника мање него 2000. године.
| Група             | 2000.         | 2010.         |
| Белци             | 35 (0,6%)     | 54 (1,1%)     |
| Афроамериканци    | 902 (15,5%)   | 1.019 (20,5%) |
| Азијати           | 17 (0,3%)     | 6 (0,1%)      |
| Хиспаноамериканци | 5.755 (99,2%) | 4.895 (98,6%) |
| Укупно            | 5.803         | 4.964         |